# 33 Pułk Artylerii (LWP)
33 pułk artylerii (33 pa) – oddział Wojsk Rakietowych i Artylerii ludowego Wojska Polskiego.
W kwietniu 1963 roku 33 Pułk Artylerii Haubic w garnizonie Żary został przeformowany w 32 Dywizjon Artylerii Haubic. W 1969 roku dywizjon został przeformowany w 33 Pułk Artylerii.
Pułk wchodził w skład 11 Drezdeńskiej Dywizji Pancernej, a od 1990 roku - 11 Dywizji Zmechanizowanej.
W 1990 roku w strukturze organizacyjnej pułku został utworzony trzeci dywizjon. Pododdział ten został utworzony na bazie rozformowanego 43 Dywizjonu Artylerii Rakietowej.
W 1994 roku jednostka otrzymała imię patrona - gen. dyw. Stanisława Kopańskiego.
2 listopada 1995 roku jednostka została przemianowana na 11 Pułk Artylerii im. gen. dyw. Stanisława Kopańskiego, a w 2001 roku rozformowana.

## Struktura organizacyjna
W latach 80. XX wieku, w skład 33 pa wchodziły następujące komórki organizacyjne i pododdziały:
- dowództwo, sztab
- bateria dowodzenia

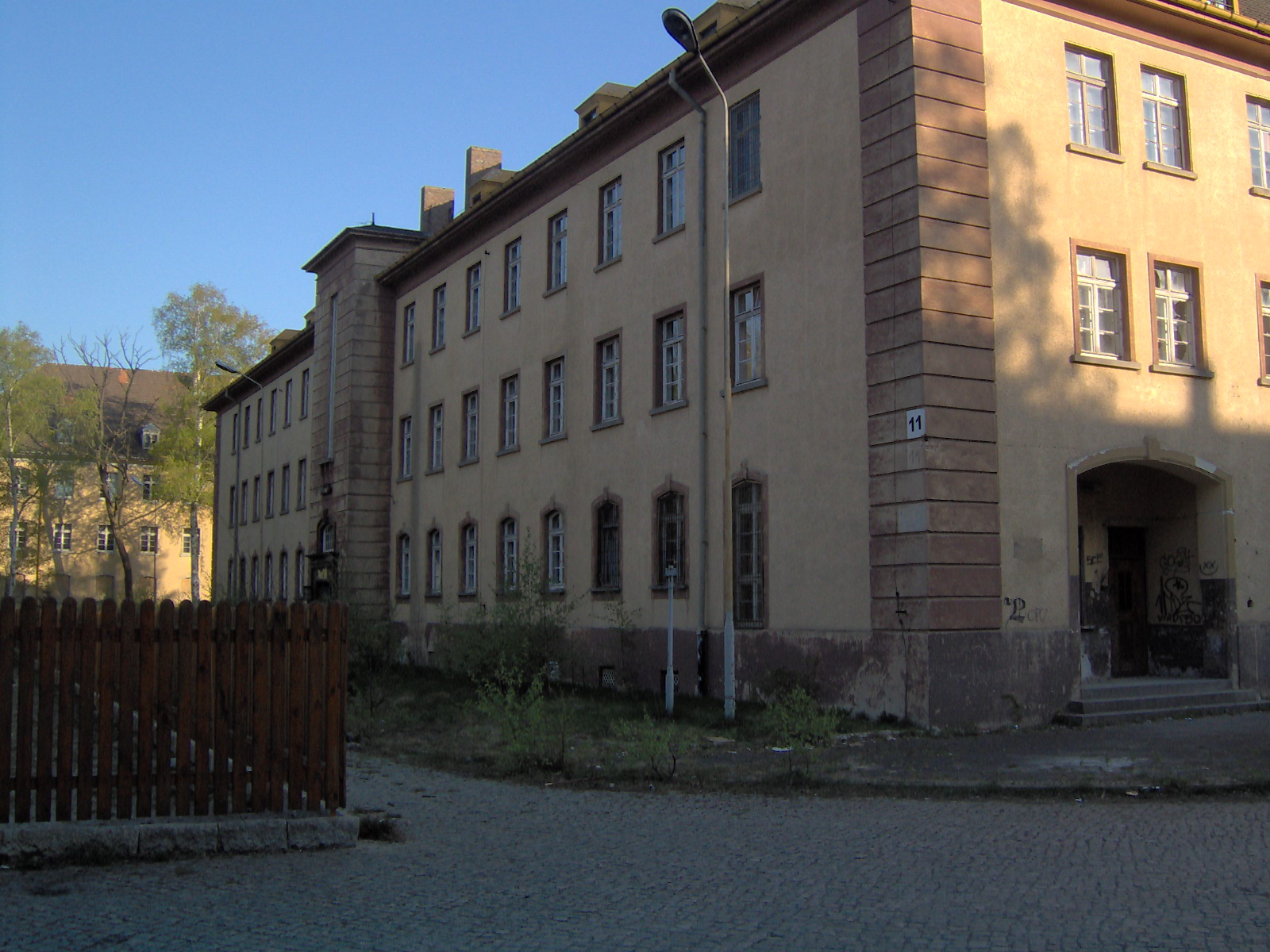
Budynek sztabu pułku

  - plutony: rozpoznania, łączności, topograficzno-rachunkowy, rozpoznania dźwiękowego
- dywizjon haubic 122 mm
- dywizjon haubic 152 mm
- pluton przeciwlotniczy
- kompanie: zaopatrzenia, remontowa, medyczna

Razem w pułku artylerii: 18 haubic 122 mm, 18 haubic 152 mm i 4 zestawy ZU-23-2.